# Mettal EP
Mettal EP, ou simplesmente Mettal, é o segundo EP da dupla de violonistas mexicanos Rodrigo y Gabriela, que foi lançado na Record Store Day Black Friday de 2019 (dia 29 de novembro daquele ano) pelo selo ATO Records. A versão em vinil foi limitada a 2,500 cópias.

## Faixas
| N.º | Título                                                | Compositor(es) | Duração |  |
| 1.  | "Battery (cover do Metallica)"                        |                | 5:11    |  |
| 2.  | "Seasons in the Abyss (cover do Slayer)"              |                | 6:19    |  |
| 3.  | "Holy Wars... The Punishment Due (cover do Megadeth)" |                | 6:32    |  |